# 김혁규
김혁규(金爀珪, 1939년 8월 1일 ~ 2025년 3월 25일)는 대한민국의 정치인이다. 제27·29·30·31대 경상남도지사, 제17대 국회의원을 지냈다.

## 학력
- 초계국민학교 졸업
- 초계중학교 졸업
- 부산동성고등학교 졸업
- 부산대학교 행정학 학사
- 창원대학교 경영대학원 MBA

## 경력
- 내무부 지방국 재정과 주사
- 혁무역 사장
- 미국 뉴욕경제인협회 회장
- 미국 뉴욕한인회 이사장
- 환태평양연구소 이사장
- 나라사랑실천운동본부 총괄기획실 실장
- 대통령비서실 사정제1비서관
- 제27대 경상남도지사(관선)
- 제29·30·31대 경상남도지사(민선)
- 대통령비서실 경제특별보좌관
- 제17대 국회의원
- 국회 규제개혁특별위원회 위원장
- 열린우리당 제주특별자치도추진위원회 위원장
- 제1대 한국배구연맹 총재
- 한일의원연맹 부회장
- 열린우리당 상임중앙위원
- 대통합민주신당 특임고문
- 더불어민주당 특임촉탁위원

## 역대 선거 결과
|  | 63.84% |

|  | 74.64% |

|  | 74.50% |

|  | 38.26% |

## 소속 정당
| 소속 정당 | 소속 정당      | 소속 기간 | 비고                |
| --------- | -------------- | --------- | ------------------- |
|           | 민주자유당     | 1992~1995 | 정계 입문           |
|           | 신한국당       | 1995~1997 | 당명 변경           |
|           | 한나라당       | 1997~2003 | 합당                |
|           | 무소속         | 2003      | 탈당                |
|           | 열린우리당     | 2003~2007 | 입당                |
|           | 대통합민주신당 | 2007      | 합당                |
|           | 무소속         | 2007~2008 | 탈당                |
|           | 자유선진당     | 2008      | 입당                |
|           | 무소속         | 2008~2025 | 탈당 정계 은퇴 사망 |

## 같이 보기
- 경상남도지사
- 대한민국 제17대 국회의원 선거 열린우리당 후보 목록#비례대표